# Samo de Bohême
Pour les articles homonymes, voir Samo.
Sámo, Franc né vers l'an 600 et mort vers 658, est un roi de Bohême qui régna d'environ 623 à sa mort.
Le règne de Sámo est un moment identifié comme fondateur dans l'histoire de la Bohême, de la Moravie et de la Slovaquie. Il reste toutefois difficile de séparer le réel de la légende.

## Origines

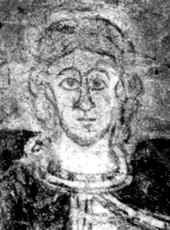
Sámo représenté sur les fresques de la rotonde Sainte-Catherine à Znojmo, XIIe siècle

Selon le pseudo-Frédégaire, Sámo est un Franc né dans le « pago Senonago » pour lequel diverses localisations qui ont été proposées, notamment Sens (Yonne, France) ou Soignies (Hainaut, Belgique),,,.

« Et plerique in margine habent senonico: quod fortè senones, Sens, celebrum in Gallia populum hic designari putarent. At alii malunt hunc locum interpretari de pago senonago, sengaw, in hanonia, ubi Sonegia, nostris Soignies, habetur. »

— Dom Martin Bousquet, Recueil des historiens de Gaules et de la France, Paris, 1739.

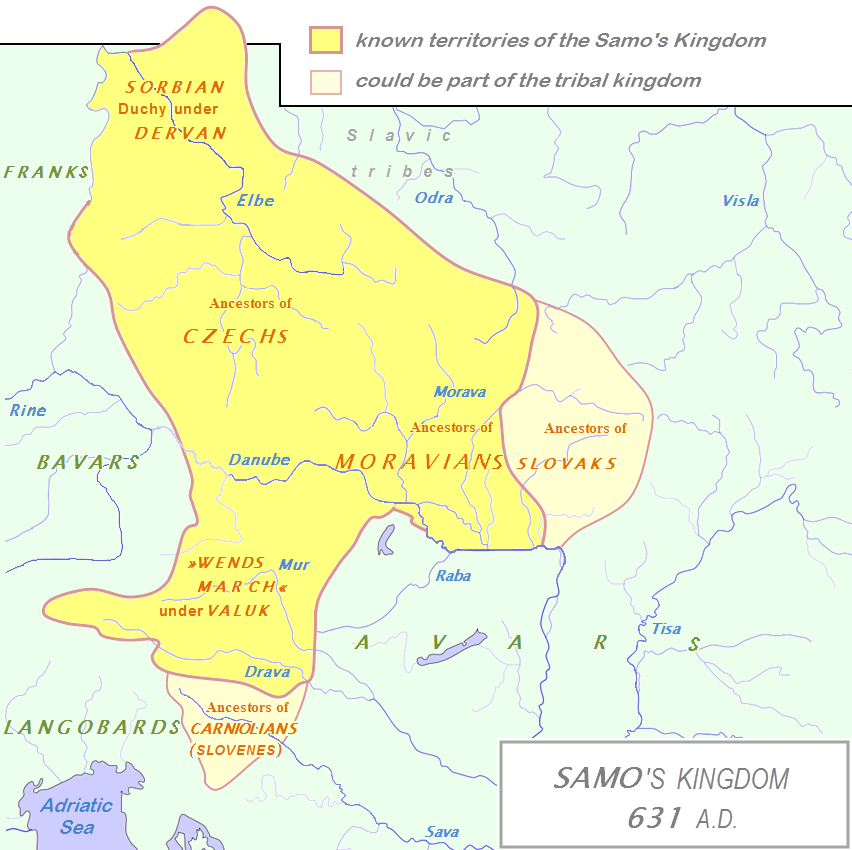
Le royaume de Samo en 631

Sámo apparaît d'abord chef d'escorte militaire des caravanes de marchands qui commercent avec les tribus slaves. Chaque année depuis la fin du Ve siècle, les Avars, installés en Pannonie, viennent dans le pays des Slaves pour piller. Ils y séjournent tout l'hiver, réduisant les populations en esclavage, prenant leurs épouses et leurs filles comme concubines. Parmi les Slaves, les Tchèques organisent en 620 leur défense, et prennent Sámo pour chef de guerre. Lorsque les pilleurs avars reviennent l'année suivante, ils sont complètement vaincus dans ce secteur géographique, ayant continué à exister jusqu'au du IXe siècle).

## Règne de Sámo

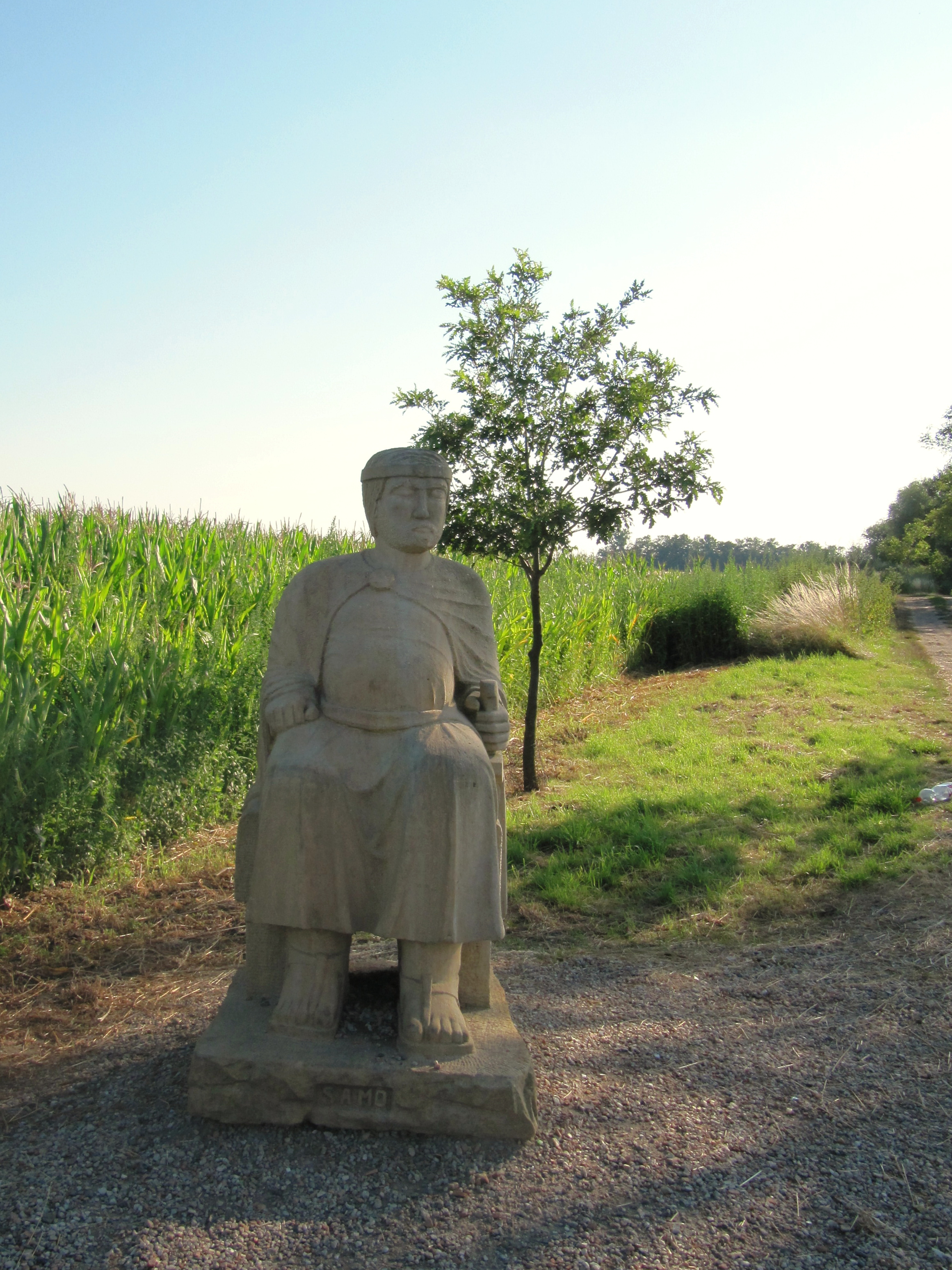
Statue représentant Sámo, sur la colline de Náklo à Ratíškovice.

Sámo décide de rester et, comme ses compagnons de combat, il adopte la religion slave. Avec eux, il mène une vie de chef militaire, au service des tribus slaves, et se charge d'organiser leur défense. Les tribus qui le reconnaissent pour prince sont celles de Bohême, de Moravie, de Sorabie (gouvernées par Dervan), et peut-être aussi celles de Slovaquie, de Basse-Autriche et de Carinthie. Les limites territoriales de l'autorité de Sámo sont en réalité peu connues, mais dépassent sans doute les frontières de l'actuelle République Tchèque.
Les tribus versent vraisemblablement au prince Sámo et à ses compagnies des contributions, mais l'essentiel de leurs ressources proviennent du pillage des caravanes franques. Refusant de dédommager les marchands francs qu'il a dépouillés, Sámo est attaqué dans sa forteresse de Vogastisburg (la localisation exacte de cette fortification n'est pas connue). Finalement, le roi Dagobert Ier est vaincu par Sámo en 631.
Sámo aurait ainsi été à la tête d'une union des troupes des tribus pendant 35 ans, protégeant avec succès ces peuples des invasions étrangères.
De ses 12 épouses, Samo a laissé à sa mort 22 fils et 15 filles. À sa mort, son État retombe sous la dépendance des Avars à l'Est et des Francs à l'Ouest.

### Sources
- (la) & (fr) Frédégaire Chronique des temps mérovingiens. Traduction et introduction par Olivier Devillers et Jean Meyers. Éditeur Brepols (Turnout Belgium 2001)  (ISBN 2-503-51151-1) C.f : Anno 623 p.  131-133, Anno 630 p. 161-163 et Anno 632 p. 173-175.
- Pavel Bělina, Petr Čornej et Jiří Pokorný Histoire des Pays tchèques Points Histoire U 191 Éditions du Seuil (Paris 1995)  (ISBN 2020208105)